# BD+39°4593
BD+39°4593 o GrAGVar036 è una stella variabile prototipo delle variabili ORG (Oscillating Red Giants): questo tipo di variabile è stato scoperto dal GrAG, un'associazione astrofila italiana.
La stella è una gigante rossa di tipo spettrale K0.